# 世界へとび出せ ニューエレキサウンド
『世界へとび出せ ニューエレキサウンド』（せかいへとびだせ ニューエレキサウンド）は、1965年10月1日から1966年3月25日まで日本テレビ系列局で放送されていた日本テレビ製作の音楽番組である。コカ・コーラボトラーズ（日本コカ・コーラ）の一社提供。放送時間は毎週金曜 19:00 - 19:30 （日本標準時）。

## 概要
エレキギターのブームを受けてスタートした若者向けの音楽番組で、「アマチュアのエレキチームによるコンテスト」「ザ・スパイダースによるニューサウンドの紹介」「ニューステップの紹介」「ゲスト歌手によるポピュラーヒットパレード」の4コーナーで構成されていた。収録は後楽園ホールで行われていた。最終回では「チャンピオン大会」を行った。

## 出演者

### 司会
- 安川実
- 岡本ルミ

### レギュラー
- ザ・スパイダース

### コンテストの審査員
- 米山正夫
- 中村八大
- 北原じゅん